# 東小倉駅
東小倉駅（ひがしこくらえき）は福岡県北九州市小倉北区高浜一丁目にある九州旅客鉄道（JR九州）・日本貨物鉄道（JR貨物）鹿児島本線の駅。旅客列車・貨物列車の発着はすでに無くなっている。
1915年4月に開設された小倉鉄道の旅客駅の東小倉駅と、1904年に鹿児島本線上に開設された富野信号場が1943年5月に統合された駅である。そのため1962年までは日田線の起点であった。

## 歴史

### 貨物駅（旧・富野信号場）
鹿児島本線上に1904年2月に富野信号場として開設された。その後小倉鉄道の国有化に伴い、東小倉駅に統合され、同駅の貨物ホームとなり、以来浜小倉駅と共に北九州市の貨物輸送の拠点となった。
当駅には1964年（昭和39年）に大規模な小荷物取扱施設が設けられ、本州方面・九州内各方面の小荷物継送拠点及び北九州地区の小荷物取扱集約拠点として機能した。1986年（昭和61年）の小荷物取扱廃止後も有蓋車やコンテナ（コンテナ自体の積み下ろしは行わない）による混載貨物の取扱を継続していた。
北九州地区の貨物取扱拠点整備により、浜小倉駅と共に2002年（平成14年）に旧門司操車場の跡地に開設された北九州貨物ターミナル駅に機能を集約し、当駅の貨物営業は休止された。
- 1904年（明治37年）2月12日：富野信号所として開業[1]。
- 1917年（大正6年）9月17日：小倉鉄道の分岐点に移転、富野聯絡所（連絡所）に改称[1]。
- 1922年（大正11年）4月1日：富野信号場に改称[1]。
- 1943年（昭和18年）5月1日：小倉鉄道の買収に伴い東小倉駅に統合、富野信号場廃止[1]。
- 1964年（昭和39年）4月1日：小荷物の取扱を開始。
- 1985年（昭和60年）7月27日：旅客営業開始、「カートレイン九州」運行開始。
- 1986年（昭和61年）11月1日：小荷物の取扱を廃止。有蓋車[3]・コンテナによる混載貨物の取扱は継続（コンテナは浜小倉駅で列車に積み下ろしを行い、当駅の扱いではない）。
- 1987年（昭和62年）4月1日：国鉄分割民営化によりJR九州・JR貨物の駅となる[4]。
- 1996年（平成8年）3月16日：有蓋車の発着を終了し、コンテナ車に載せたコンテナへの車上荷役により代替[5]。これによりコンテナ取扱駅となる。
- 2002年（平成14年）3月23日：北九州貨物ターミナル駅の新設に伴い業務を移管、営業休止[2]。

### 旅客駅（旧・小倉鉄道東小倉駅）
この駅は1915年に小倉鉄道添田線の上添田駅（現在の添田駅）までの開通とともに同線の始発駅として開業した。
1943年に小倉鉄道添田線が国有化されると、鹿児島本線と添田線の分岐点となった。その後、1956年3月に東小倉駅 - 夜明駅間が全通し、同区間が日田線となったため日田線の始発駅となった。しかし、国有化された後も東小倉駅は添田線・日田線列車のみの停車で、鹿児島本線側にはホームすら設けられなかった。そのため、添田線・日田線と鹿児島本線を乗り換える場合には、いったん駅の外に出て西鉄北九州線などで東小倉駅と小倉駅の間を移動する必要があった。
そのすぐのちの1956年11月に城野駅と水町信号場の間の短絡線が開通し、日田線の旅客列車が小倉駅へ乗り入れを開始。当駅から水町信号場までは日田線の貨物支線となり、旅客営業は終了、旅客ホームは撤去された。その6年後の1962年10月に当駅と水町信号場の間の貨物支線も廃止された。
- 1915年（大正4年）4月1日：東小倉駅（ひがしこくらえき）として、小倉鉄道添田線の東小倉 - 上添田間開通時に開業[6]。
- 1943年（昭和28年）5月1日：小倉鉄道添田線が国有化、国有鉄道添田線の駅となる[7]。
- 1956年（昭和31年）
  - 3月15日：添田線が日田線に路線統合され、国有鉄道日田線の駅となる[8]。
  - 11月19日：城野駅 - 水町信号場間の短絡線が開通し、日田線旅客列車が小倉駅へ乗り入れを開始、当駅 - 水町信号場間は旅客営業廃止[9]。
- 1962年（昭和37年）10月1日：当駅 - 水町信号場の間の貨物支線廃止。

### 車両工場化（今後の予定）
西小倉駅構内にあるJR九州小倉総合車両センターおよびJR貨物小倉車両所は、1891年の開設から約130年が経過しており、老朽化が進行している。施設・設備の老朽化への対応を行うとともに、「持続可能な車両検査の実現を目指した環境配慮型の新たな車両基地を建設する」ため、JR貨物が所有する東小倉駅構内の土地を取得し、同地に車両工場を移転する計画が発表されている。
- 2024年（令和6年）7月24日 - 小倉総合車両センターの東小倉駅構内移転予定を発表[10]。
- 2031年（令和13年）頃 - 小倉総合車両センターを西小倉駅構内から東小倉駅構内に移転予定[10]。

## 駅構造
北側に上り貨物線・旅客線、南側に下り貨物線・旅客線が通っている。線路に挟まれるように小荷物・貨物ホームがあり、仕訳線の一部が各ホームに接し、荷役線となっている。自動車・トラックは貨物ホームからループを描き高架橋に上り、線路を跨いで道路へ出て行くような構造になっている。構内は小倉北区赤坂5丁目付近までとかなり東西に長い。
東小倉駅構内を挟むように走っている外側の2本の線路は貨客線であり、最も外側の線路が本線である。信号機には日豊本線・鹿児島本線旅客・鹿児島本線貨物の区別があり、貨物列車・旅客列車に対する、小倉駅（日豊本線・鹿児島本線・鹿児島本線貨物線の振り分け）・門司駅（鹿児島本線と山陽本線の振り分け）・北九州貨物ターミナル駅の入構の為の番線振り分けを担う信号場としての役割を担っている。また閉塞上では小倉駅構内とされ、設置されている信号機は閉塞信号機ではなく、小倉駅の場内信号機・出発信号機として扱う。
2002年（平成14年）3月の北九州貨物ターミナル駅開業以降、貨物列車の発着は無くなっている。なお、2001年度の貨物取扱量は発送が約400トン、到着が約3,000トンであった。また1985年から数年間、小荷物ホームを利用して汐留駅（同駅廃止後は恵比寿駅、のちに浜松町駅に変更）との間で「カートレイン九州」が、熱田駅との間で「カートレインユーロ名古屋」が運行されたこともあった。
かつては、駅北側の北九州港小倉地区に集うモービル石油・ゼネラル石油・共同石油・大協石油の油槽所や日本セメントの小倉包装所、小倉駅北側にある住友セメント小倉サービスステーション、駅西側にあった東京製綱小倉工場（2002年閉鎖）などへの専用線があった。

## 東小倉実習線
門司港方の線路敷地（鹿児島本線上り旅客線の外側）には、「東小倉実習線」と呼ばれるJR九州による訓練施設があり、全長600mに及ぶ実習用の線路・電気設備・駅設備および講習室、保線用モーターカーがある。ここでは主に、社員教育センターによる実習訓練のほか、異常時における対応訓練に使用されるという。

## 備考
- 専用線が繋がる日本セメント小倉包装所では、同社香春工場（香春駅に専用線が接続）からばら積みのセメントを貨車で受け入れていた[13]。受け入れたセメントは、ばら積みのまま、あるいは包装されて包装所から船に積み込まれたほか、周辺の需要家にトラック輸送された[13]。この包装所は、1955年11月に新設された[13]。
- 上屋で覆われた小荷物・混載貨物ホームが残っている。この建造物を利用し、映画「HiGH&LOW THE MOVIE2/END OF SKY」のロケが行われた。映画中では、「市松線・黒白堂駅跡地」として、抗争シーンが撮影された。エンドロールクレジットで「協力・JR九州」と書かれている。

## 隣の駅
九州旅客鉄道（JR九州）
鹿児島本線
北九州貨物ターミナル駅 - 東小倉駅 - 小倉駅
日本国有鉄道
日田彦山線 貨物支線（廃線）
妙見駅 - 東小倉駅